# Fred Jenner
Fred Jenner (Utrecht, 23 december 1952) is een Nederlands gitarist en componist.

## Biografie

### Jeugd en opleiding
Jenner werd in Utrecht geboren en groeide op in een katholiek gezin van acht kinderen. Na zijn eerste stappen richting profvoetbal koos hij uiteindelijk voor de muziek. Zijn vader was lasser. Een emigratie van het gezin Jenner naar Australië ging op het laatste moment niet door. Zijn oudste broer Henk Jenner werkte bij Brandpunt van de KRO, waarvoor hij in 1973 de aanval van het Griekse leger op de Technische Universiteit van Athene filmde. Ad Jenner (1953-2024), met wie hij de Jennerband opzette, was ook een beeldend kunstenaar.
Jenner studeerde filosofie aan de Universiteit van Amsterdam.

### Carrière
Jenner maakte deel uit van onder andere de Jennerband, Van Onderen, Kadanz en de Eeuwige Belofte. Met de Jennerband hadden zij de primeur in Vara’s Popkrant, een radioprogramma voor nieuw talent. De Jennerband bouwde aan een stevige live reputatie en speelde o.a in het voorprogramma van Japan met zanger David Sylvian, en de Nieuw-Zeelandse band Split Enz, het latere Crowded House. Na het opheffen van de band schreef hij enige jaren tekst en muziek voor Kinderen voor Kinderen van de VARA en was als songwriter betrokken bij diverse producties. Met Leon Giessen (Mondo Leone) richtte hij De Eeuwige Belofte op. Op dit moment componeert hij muziek in opdracht en leidt workshops en clinics. Daarnaast schrijft hij korte verhalen en bedenkt formats.

## Discografie

### Jennerband
- 1977 Promises (Ivory Tower)
- 1978 Boom bang
- 1980 Live in Paradiso

### Van Onderen
- 1983 De Russen/Jose(Sky)
- 1984 De Vlag/Eigen Krant(Sky)
- 1984 Pop in je Moerstaal: Zwart wit en 13 Andere stukken(Sky)

### Kadanz
- Blik op Oneindig (Master Records)
- De Stad die vrijheid heet (Live version, Cloud)

### De Eeuwige belofte
- 2002: Losse Stukken

### Kinderen voor Kinderen
- 1991 Ik wil een kangoeroe
- 1992 De Kassieklap
- 1996 Klein en groot
- 1997 Nix
- 1998 Amerika, America
- 1998 Spreekbeurt
- 2002 De laatste schooldag

## Trivia
- In de Utrechtse jeugdselectie speelde Jenner met Henk Wery (later Feyenoord), Cor Hildebrand (later FC Utrecht) en Ronald Spelbos (later AZ, Ajax, Club Brugge) Trainer was Georg Keßler.
- Het Goede Doel speelde ooit in het voorprogramma van de Jennerband.